# 牙買加地理
牙買加位於古巴以南90公里，海地以西118公里。牙買加的國土面積有10,911平方公里。牙買加島是大安的列斯群島中的第三大島嶼，僅次于古巴島和伊斯帕尼奧拉島。在牙買加南部的海岸線附近，還有一些小的離島。淺海分佈有珊瑚礁。按照地形，牙買加全國可以分為三個地區：東部山區、中部山谷及高原和沿海平原。藍山是牙買加地勢最高的地區。在夏季常有颶風吹襲牙買加。牙買加可分為兩個氣候區，氣溫全年都較穩定。